# Антонио Грамши
Антонио Грамши (на италиански: Antonio Gramsci) е италиански писател, политик, политически теоретик, социолог и лингвист.
Нареждан сред най-влиятелните мислители на марксизма, неговите трудове оказват съществено влияние над европейската политическа мисъл на XX век. Въвежда понятието културна хегемония, която описва като средство за поддържане на статуквото в капиталистическото общество.
Грамши е сред основателите на Италианската комунистическа партия и неин секретар, за което е затворен от фашисткия режим на Бенито Мусолини.

## Биография

### Произход и образование (1891 – 1911)
Роден е на 22 януари 1891 година в Алес, Кралство Италия, четвърто от шестте деца в семейството на Франческо Грамши (1860 – 1937) и Джузепина Марсиас (1861 – 1932). На 27 октомври 1900 г. баща му е осъден на пет години затвор за присвояване и злоупотреба с публични средства и документни фалшификации. Лишено от средства, семейството години живее в бедност.
Антонио посещава начално училище до 12-годишна възраст. Постъпва на работа в Бюрото по кадастър, за да издържа семейството си, което не е в състояние да финансира по-нататъшното му образование в колеж.
На 31 януари 1904 г. баща му излиза от затвора. След като е реабилитиран, той успява да получи пост на секретар в Бюрото по кадастър. Антонио вече може да се запише в колеж в съседния град Санту Лусурджу. Той получава своя „лиценза жимназиале“ (еквивалент на ВЕРС) през 1908 г. в Ористано, после постъпва в лицея в Каляри, където съжителства със своя брат Дженаро, работещ при сладоледаджия.
Дженаро заминава да отбие военната си служба в Торино и се завръща в Сардиния като привърженик на социализма. Антонио чете различни социалистически книги и списания, особено трудовете на Гаетано Салвемини и Бенедето Кроче, както и популярните романи на Каролина Инверницио и Антон Джулио Барили.
През 1910 г., след втората година в лицея, Антонио сътрудничи на всекидневника „Лунионе Сарда“ благодарение на един от преподавателите си, който е директор на вестника. Следващата година той придобива с блестящ резултат своя Лиценза лисеале (еквивалент на бакалореат).

### В Торино (1911 – 1937)
През 1911 г., след като се сдобива със стипендия, той започва да учи филология в Университета на Торино. По това време развитието на автомобилната индустрия масирано се налага в областта и фирмите ФИАТ и Ланчия наемат голям брой работници, дошли от най-бедните райони на Италия. Създадени са множество синдикати и много бързо се появяват социални конфликти. Грамши посещава социалистическите кръгове, в които се събират сардинските емигранти.
През лятото на 1913 г. той се присъединява към младежката федерация на Социалистическата партия, а на следващата година – към Италианската социалистическа партия. От 1914 г. пише в социалистически списания като „Ил гридо дел Пополо“; интересувайки се от всички аспекти на обществения и политически живот, той се превръща в уважаван журналист. От 1916 сътрудничи на Аванти (орган на ПС в Торино), където завежда културна и политическа рубрика.
През 1915 г. се намесва в политическата борба чрез политическата формация на младите работници. Участва в работническото въстание в Торино през август 1917 г., което се проваля поради липса на организация.
От 1919 г. той е вдъхновител на „съветническото“ движение, което прокламира създаване на работнически съвети в предприятията. Същата година участва в лансирането на нов вестник „Л‘Ордине Нуово“, в чиито колонки излага своите възгледи за необходимостта да се даде на работниците политическо и културно образование, да се реорганизира италианското общество и да се изгради нова социалистическа култура. Тази подготовка минава също и през трансформация на Социалистическата партия. Тази организация трябва да бъде поставена на бойна нога, защото, след като започне походът към революцията, или Социалистическата партия ще вземе властта, или капиталистическата власт ще направи всичко възможно, за да отстрани чрез насилие всяка форма на организация на работническата класа.
Заедно с Амадео Бордига (политик), на 21 януари 1921 г., Грамши е сред най-пламенните съоснователи на Италианската комунистическа партия, италианската секция на Третия интернационал. Бордига става нейният главен вдъхновител и първият водач на партията до 1923 г. Грамши става Генерален секретар на Италианската комунистическа партия през 1925 г. и заедно с Бордига бързо се превръща в интелектуална референция за нея.
Избран е за депутат от Торино от 1924 до 1926 г. и създава вестник „Л‘Унита“. Арестуван е от фашистите на 8 ноември 1926 г. и е осъден за конспирация. По този повод фашисткият прокурор заявява: „Трябва да попречим на този мозък да мисли“.
Зад решетките той пише своите „Бележници от затвора“. Тежко болен, умира няколко дни след излизането си от затвора – през нощта на 26 срещу 27 април 1937 година в Рим на 46-годишна възраст.

## Философски идеи
Докато е в затвора Грамши изписва над 30 тетрадки. Тези записки, познати като „Бележници от затвора“ (Куадерни дел карцерере), съдържат неговите размисли относно италианската история, както и идеи, свързани с марксистката теория, критическата теория и образователната теория, като например:
- Културната хегемония
- Необходимостта да се насърчава развитието на интелектуалци, произхождащи от работническата класа, това, което той нарича „органичният интелектуалец“
- Обучението на работниците
- Разграничението между политическото общество и гражданското общество
- Абсолютен историцизъм
- Критика на икономическия детерминизъм
- Критика на философския материализъм

### Културна хегемония
Епицикъл на марксистката мисъл, който прикрива липсата на Революция, предвидена от Маркс, и укрепването на капиталистическите институции: буржоазията доминира чрез сила, но също така и чрез съгласие, особено що се отнася до нейната културна хегемония, която кара пролетариатът да възприеме интересите на буржоазията. Например Католическата църква илюстрира тази хегемония.

### Интелектуалци и обучение
Грамши се интересува отблизо от ролята на интелектуалците в обществото. По-точно, той казва, че всички хора са интелектуалци, но не всички имат социалната функция на интелектуалци. Той прокламира идеята, че модерните интелектуалци не се задоволяват да произвеждат само разговори и диалози, но и пряко участват в организацията на социалните практики. Още повече, той установява разлика между една „традиционна интелигенция, която мисли себе си (погрешно) за обособена класа от обществото, и групите интелектуалци, които всяка класа генерира „органично“. Тези органични интелектуалци не описват социалния живот просто като функция на научните правила, а по-скоро изразяват опита и чувствата, които масите не биха могли да изразят сами по себе си.
Необходимостта да се създаде собствена култура на работниците трябва да се свърже с призива на Грамши за типа обучение, позволяващ явлението на интелектуалци, които споделят чувствата на работническите маси. Привържениците на обучението за възрастни и на народа считат Грамши за еталон в това отношение.

### Политическо общество и гражданско общество
Теорията на Грамши за хегемонията е неразделна от концепцията му за капиталистическата държава, за която той казва, че ръководи чрез силата и съгласието. Държавата не трябва да се възприема само в лицето на управлението, тук Грамши отличава две големи съставки: „политическото общество“, където са политическите институции и конституционно-законовия контрол (полицията, армията, правосъдието); „гражданското общество“, място на културните институции (Университетът, интелектуалците), които разпространяват формалната или виртуалната държавна идеология, чиято цел е да постигне спойката, базирана на ценности, възприети от мнозинството. Първата е управлявана от силата, втората – от консенсуса. Все пак Грамши уточнява, че тази отлика е преди всичко концептуална, и двете сфери често се пресичат.
Грамши твърди, че при съвременния капитализъм буржоазията може да поддържа икономическия си контрол, допускайки политическото общество да се съобрази с някои изисквания на синдикатите и на масовите политически партии, като повери на тях самите изпълнението им. По този начин буржоазията се ангажира в една „пасивна революция“ чрез концесии върху неотложните икономически интереси, концесии, които всъщност са модификации на нейната хегемония. Грамши счита, че движения като фашизма, реформизма, тайлоризма и фордизма са примери на този процес.
Според Грамши революционната партия е силата, способна да излъчи органични интелектуалци за работниците, за да се оспори хегемонията на господстващата класа над гражданското общество. Сложната природа на модерното гражданско общество налага извода, че премахването на буржоазната хегемония и извеждане към социализъм е невъзможно без „позиционна война“. Според Грамши установяването на социализма не минава приоритетно нито през пуча, нито през директния сблъсък, а през тази културна битка срещу интелектуалците на управляващата класа. Защото ако при диктаторските режими политическата класа е тази, която налага потисничеството, той счита, че при западните общества гражданското общество е важна съставка от доминирането, и следователно, то трябва да е обектът на борбата.
Въпреки че е трудно да се начертае ясна разграничителна линия между „политическо общество“ и „гражданско общество“, Грамши предупреждава за опасността от култ на Държавата, който произтича от идентификацията между двете общества, която би се осъществила, според него, от Якобинците и от Фашистите.

### Историцизъм
Както и младия Маркс, Грамши е бил пламенен привърженик на историцизма. От тази гледна точка, всяко значение произтича от връзката между практическата човешка дейност (или „праксис“) и обективните обществено-политически процеси, от които тя е част. Идеите, тяхната функция и произходът им, не могат да бъдат разбирани извън обществено-историческия контекст. Схващанията, чрез които ние организираме нашето познание за света, всъщност не са първостепенен продукт на нашето отношение към нещата, а по-скоро представляват социални взаимоотношения между потребителите и тези схващания. Следователно, не съществува неизменна „човешка природа“, а само исторически вариации. Още повече: науката не „отразява“ една независима от човека реалност; тази реалност е истинска само в рамките на изразявания от нея процес, протичащ в определена историческа обстановка. Например мнозинството марксисти поддържа възприятието, че истината е истина, каквито и да са мястото и моментът на знанието за нея, и че научното познание (вкл. марксизма), е натрупано исторически и следователно не принадлежи към илюзорната сфера на надстройката. Все пак според Грамши марксизмът е „истински“ само в известен социален смисъл, когато, артикулирайки съзнанието на класата на пролетариата, той изразява „истината“ на своето време по-добре от всяка друга теория.
Заслугата за тази антинаучна и антипозитивистка позиция се приписва на влиянието на Бенедето Кроче, без съмнение, най-уважаваният италиански интелектуалец за своето време. Но трябва да се припомни, че Грамши набляга настоятелно върху своя „абсолютен историцизъм“ в разрез с идеалисткото и хегелианско съдържание на философската мисъл на Кроче, както и с неговия уклон да поддържа един метафизичен синтез в „историческата предопределеност“. И макар Грамши да отрича това, неговата историцистическа концепция за истината е могла да бъде оценявана като релативизъм.

### Критика на икономизма
В една забележителна статия, писана преди затвора и озаглавена „Революцията срещу Капитала“, Грамши твърди, че Октомврийската революция в Русия прави невалидна идеята, че социалистическата революция не може да се осъществи преди цялостното развитие на капиталистическите сили за производство. Това е препратка към концепцията на Грамши за марксизма като недетерминалистична философия. Грамши набляга на факта, че да се признава предимство на каузата в производствените взаимоотношения означава грешно разбиране на марксизма. Икономическите и културни промени са израз на базов исторически процес и е трудно да се каже кой елемент има предимство пред друг. Фаталистките вярвания, много разпространени сред първите социалистически движения, триумфирали неизбежно поради „историческите закони“, са били, според гледната точка на Грамши, продукт на историческите обстоятелства, отнасящи се към една потискана класа, чиито действия са ограничени само до защитни. Тези вярвания би трябвало да бъдат изоставени, когато работниците станат способни да поемат инициативата. „Философията на праксиса“ (евфемизъм за „марксизъм“, употребяван за заблуждение на затворническата цензура) не може да възприема невидими „исторически закони“ като агенти на социалната промяна. Историята е дефинирана от човешкия праксис и следователно налага човешката воля. Но волята не може да доведе до желания резултат във всяка ситуация: когато съзнанието на работниците би достигнало необходимото ниво на развитие, нужно за действието, историческите обстоятелства ще са благоприятни. Не съществува никаква историческа неизбежност при реализирането на един или друг процес.

### Критика на материализма
Тъй като вярва, че човешката история и колективният праксис определят състоятелността на един или друг философски въпрос, възгледите на Грамши се изправят срещу метафизичния материализъм, поддържан от Енгелс, независимо че Грамши не отбелязва изрично това. Според Грамши марксизмът не се занимава с една действителност, съществуваща чрез и за себе си независимо от човечеството. Възгледът за обективен свят извън историята и човешкия праксис според него е аналог на вярата в Бог. Естествената история има смисъл, само когато е свързана с човешката история. Философският материализъм като общ смисъл е плод на липса на критична мисъл и не би могла, противно на казаното от Ленин, да се противопостави на религиозното суеверие. За сметка на това Грамши се примирява със съществуването на тази по-грубовата форма на марксизма: статутът на пролетариата като зависима класа означава, че марксизмът, философия на работническата класа, често би могъл да се изразява под формата на народното суеверие и на общия смисъл. При все това необходимо е ефикасно да бъдат предизвикани идеологиите на образованите класи и за тази цел марксистите трябва да представят тяхната философия под една по-софистична форма, и да се пристъпи към истинско противопоставяне на възгледите на техните противници.

### Критики
Грамши е критикуван много като теоретик на ентризма. Приписвайки на буржоата съзнателната воля да доминират над разума на работниците, той оправдава всички средства, които партия, претендираща да защитава техните интереси дори въпреки тях, ако трябва, би употребила като пропагандата или ентризма.

## Цитати
На Грамши приписват фразата: „Трябва да свържем песимизма на интелигентността с оптимизма на волята“. Точният цитат гласи (преведен буквално от италиански): „Аз съм песимист с ума си, но оптимист чрез волята“ – представлява извадка от писмо до брат му Карло, писано в затвора на 19 декември 1929 г. (Затворнически тетрадки, Галимар, Париж, 1978 – 92 г.)
По повод въпросния цитат често се говори, че е заемка от Ромен Ролан, без да се посочва източникът; и от друга страна, ще се отбележи откликът на афоризма на Ален, извадка от неговите думи: „Песимизмът е според настроението, оптимизмът е според волята“.
Антонио Грамши е дефинирал кризата чрез известния цитат: „Криза е тогава, когато старецът умира, а младежът се двоуми да се роди“.

## Издания
- Антонио Грамши, Писма от затвора. София: Народна култура, 1956.
- Антонио Грамши. За културата, литературата и изкуството. София: Наука и изкуство, 1976.
- Антонио Грамши, За политиката. Авангард Прима, 2020. (в два тома)